# 布力
布力爵士，KCB（Sir Wilsone Black，1837年2月10日—1909年7月5日），英國軍人，曾參與克里米亞戰爭、第9次科薩戰爭和祖魯戰爭。1895年至1898年，出任駐華及香港英軍司令。1898年2月至11月出任署理香港總督。布力建議擴展九龍，最終中英雙方於1898年簽訂《展拓香港界址專條》。布力於1899年退休。香港港島區的布力徑就是以布力命名。